# Sawyer County
Das Sawyer County ist ein County im US-amerikanischen Bundesstaat Wisconsin. Im Jahr 2020 hatte das County 18.074 Einwohner und eine Bevölkerungsdichte von 5,6 Einwohnern pro Quadratkilometer. Der Verwaltungssitz (County Seat) ist Hayward, das nach Anthony Judson Hayward benannt wurde, dem die einzige Sägemühle in der Umgebung gehörte.

## Geografie
Das County liegt im mittleren Nordwesten Wisconsins und hat eine Fläche von 3497 Quadratkilometern, wovon 243 Quadratkilometer Wasserfläche sind.
Durch den Nordwesten des County fließt der Namekagon River, der über den Saint Croix River zum Stromgebiet des Mississippi gehört. Der Südosten des Sawyer County wird vom Flambeau River durchflossen, der über den Chippewa River ebenfalls vom Mississippi entwässert wird.
An das Sawyer County grenzen folgende Nachbarcountys:
| Douglas County  | Bayfield County | Ashland County |
| Washburn County |                 | Price County   |
| Barron County   | Rusk County     |                |

## Geschichte

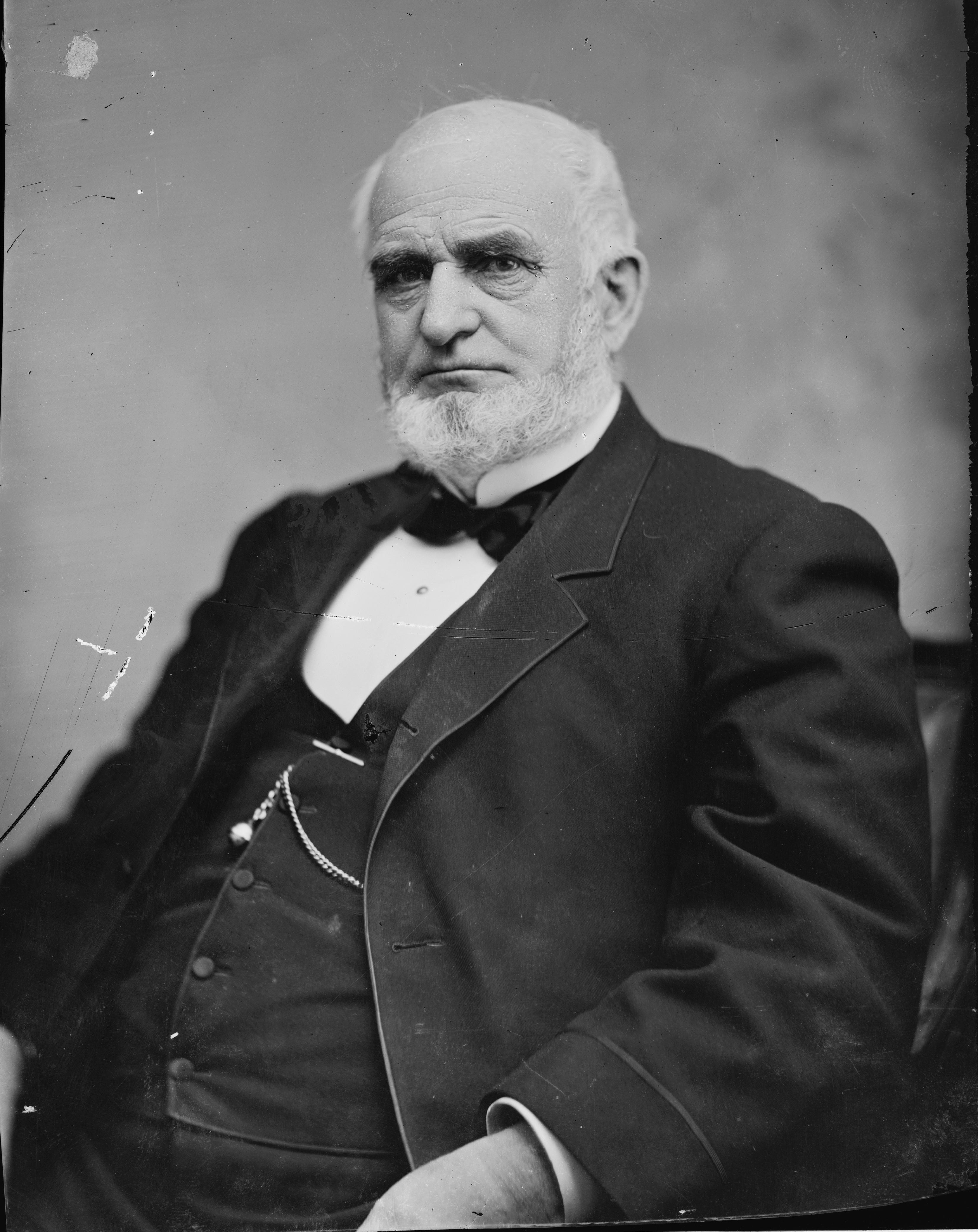
Philetus Sawyer

Das Sawyer County wurde 1883 aus Teilen des Ashland County und des Chippewa County gebildet. Benannt wurde es nach Philetus Sawyer (1816–1900), einem Mitglied des US-Repräsentantenhauses und US-Senator.

## Bevölkerung
Nach der Volkszählung im Jahr 2010 lebten im Sawyer County 16557 Menschen in 7720 Haushalten. Die Bevölkerungsdichte betrug 5,1 Einwohner pro Quadratkilometer. In den 7720 Haushalten lebten statistisch je 2,1 Personen.
Ethnisch betrachtet setzte sich die Bevölkerung zusammen aus 78,8 Prozent Weißen, 0,6 Prozent Afroamerikanern, 17,1 Prozent amerikanischen Ureinwohnern, 0,3 Prozent Asiaten sowie aus anderen ethnischen Gruppen; 3,2 Prozent stammten von zwei oder mehr Ethnien ab. Unabhängig von der ethnischen Zugehörigkeit waren 2,1 Prozent der Bevölkerung spanischer oder lateinamerikanischer Abstammung.
20,2 Prozent der Bevölkerung waren unter 18 Jahre alt, 57,1 Prozent waren zwischen 18 und 64 und 22,7 Prozent waren 65 Jahre oder älter. 49,4 Prozent der Bevölkerung waren weiblich.

Das jährliche Durchschnittseinkommen eines Haushalts lag bei 39.814 USD. Das Pro-Kopf-Einkommen betrug 23.213 USD. 19,5 Prozent der Einwohner lebten unterhalb der Armutsgrenze.

## Ortschaften im Sawyer County
City
- Hayward

Villages
- Couderay
- Exeland
- Radisson
- Winter

Census-designated places (CDP)
| - Chief Lake - Little Round Lake - New Post | - Reserve - Stone Lake1 |

Andere Unincorporated Communities
| - Draper - Edgewater - Hauer - Hay Stack Corner - Lemington | - Loretta - Meteor - Northwoods Beach - Ojibwa - Oxbo | - Phipps - Seeley - Weirgor - Wooddale - Yarnell |

1 – teilweise im Washburn County

## Gliederung
Das Sawyer County ist neben der einen City und den vier Villages in 16 Towns eingeteilt:
| Town                | Einwohner (2010) | FIPS     |
| ------------------- | ---------------- | -------- |
| Town of Bass Lake   | 2377             | 55-05200 |
| Town of Couderay    | 401              | 55-17250 |
| Town of Draper      | 204              | 55-20825 |
| Town of Edgewater   | 519              | 55-22625 |
| Town of Hayward     | 3567             | 55-33475 |
| Town of Hunter      | 678              | 55-36450 |
| Town of Lenroot     | 1279             | 55-43400 |
| Town of Meadowbrook | 131              | 55-50300 |

| Town                | Einwohner (2010) | FIPS     |
| ------------------- | ---------------- | -------- |
| Town of Meteor      | 158              | 55-51425 |
| Town of Ojibwa      | 249              | 55-59600 |
| Town of Radisson    | 405              | 55-66075 |
| Town of Round Lake  | 977              | 55-69750 |
| Town of Sand Lake   | 813              | 55-71500 |
| Town of Spider Lake | 351              | 55-75450 |
| Town of Weirgor     | 332              | 55-85100 |
| Town of Winter      | 960              | 55-88000 |